# Samsara (2011)
Samsara is een niet gesproken film gemaakt door Ron Fricke en Mark Magidson. Het is de opvolger van de film Baraka uit 1992, die eveneens werd geregisseerd door Ron Fricke en geproduceerd door Mark Magidson. Saṃsāra is een woord uit het Sanskriet dat betekent "in cirkels ronddraaien".
Samsara had zijn première op het Toronto International Film Festival in september 2011. De wereldwijde première vond plaats in de Verenigde Staten in augustus 2012.

## Locaties
De film is geschoten op 100 locaties in 25 landen en het duurde vijf jaar om de film te maken. Landen waarin gefilmd werd waren onder meer: China, Myanmar, India, Japan, Turkije, Ethiopië, Frankrijk, de Verenigde Staten en Brazilië.

## Muziek
De filmmuziek is gecomponeerd door Michael Stearns, Lisa Gerrard en Marcello De Francisci.